# Rodzinka Yamadów
Rodzinka Yamadów (jap. ホーホケキョとなりの山田くん Hōhokekyo Tonari no Yamada-kun) – japoński pełnometrażowy film animowany z 1999 roku w reżyserii Isao Takahaty, wyprodukowany przez Studio Ghibli. Był to pierwszy film tej wytwórni zrealizowany w całości przy użyciu komputera.
Film powstał na podstawie pasków komiksowych (yonkoma) autorstwa Hisaichi Ishii i od strony wizualnej zachował styl pierwowzoru – całość narysowana została prostą kreską, co odróżnia go od pozostałych filmów Studia Ghibli. Nie posiada on ciągłej fabuły, lecz jest zbiorem niezależnych od siebie scen z życia tytułowych bohaterów, członków wielopokoleniowej japońskiej rodziny, przedstawionych w formie krótkich skeczy.

## Obsada
- Masako Araki - Shige (babcia)
- Yukiji Asaoka - Matsuko (matka)
- Naomi Uno - Nonoko (córka)
- Hayato Isobata - Noboru (syn)
- Touru Masuoka - Takashi (ojciec)
- i inni